# Cerealia
Cerealia (Cereales, Cerialia) – rzymskie święto ku czci bogini Cerery (Ceres) obchodzone od 12 do 19 kwietnia, obchodzone na pamiątkę powrotu jej córki Prozerpiny na ziemię.
Kult jej popularny był wśród plebejuszy, a jego głównym miejscem był Awentyn. W ofierze składano jej przed żniwami maciorę, a po nich – pierwociny ze zbiorów (pierwsze ścięte kłosy zbóż). 
W święto Cerealiów przypadające w rzymskim kalendarzu 19 kwietnia, ubogim rozdawano poczęstunek na koszt państwa, a kobiety, odziane biało, z wieńcami z kłosów na głowach, składały w ofierze snopki zboża. Było też ono połączone z organizowanymi igrzyskami (Ludi Cereales) teatralnymi i cyrkowymi, które w czasach Augusta celebrowano od 12 kwietnia. Oprócz Cerery świętu patronowali Liber i Libera. Jego obchody miały mieć korzystny wpływ na formowanie się kłosów.
Jako pierwszy uroczyste publiczne obchody Ceraliów urządził edyl Gajusz Memmiusz Kwirynus już w 216 p.n.e. (lub w 202 p.n.e.). Do programu tygodniowych obchodów włączono przedstawienia w teatrze, a w ostatnim dniu wyścigi konne oraz wypuszczenie na arenie lisów z przywiązanymi płonącymi pochodniami.